# Маршалл Епплвайт
Маршалл Герфф Епплвайт-молодший (англ. Marshall Herff Applewhite Jr.; 17 травня 1931, Спер, Техас, США – 26 березня 1997), також відомий як До, серед інших імен — американський релігійний лідер, засновник релігійного руху Небесні врата (часто описується як культ) й організатор у 1997 році наймасовішого самогубства у США.
В молодості Епплвайт навчався в кількох університетах і служив в армії США. До звільнення через емоційні потрясіння з Університету св. Томаса у Х'юстоні, штат Техас, у 1970 році займався педагогічною кар'єрою. Смерть батька через рік викликала важку депресію. У 1972 році Епплвайт тісно подружилася з медсестрою Бонні Неттлз; разом вони довго обговорювали містику та дійшли висновку, що їх покликали як божественних посланців. Вони деякий час керували книгарнею та навчальним центром, а потім у 1973 році почали подорожувати США для поширення своїх поглядів. Тоді у них з'явився один навернений. У серпні 1974 року Епплвайта заарештовано у Гарлінгені, за те, що не повернув орендовану машину, і був екстрадований до штату Міссурі й ув'язнений на шість місяців. У в'язниці він продовжив розвиток своєї теології.
Після звільнення Епплвайт і Неттлз подорожували Каліфорнією й Орегоном, де змогли залучити до себе відданих послідовників. Вони переконали, що їх відвідають іншопланетяни, які нададуть їм нові тіла. Спочатку лідер заявив, що він і його послідовники фізично піднімуться на космічний корабель, де їхні тіла будуть трансформовані, але пізніше переконав, що їхні тіла були вмістилищами їхніх душ, які пізніше помістять у нові тіла. Ці ідеї були висловлені мовою, взятою з християнської есхатології, руху нью-ейдж й американської масової культури.
Наприкінці 1970-х років Небесні врата отримали приплив коштів, які використали для оплати житла й інших витрат. У 1985 році Неттлз померла, залишивши Епплвайта збентеженим і кинувши виклик його поглядам на фізичне внебовзяття. На початку 1990-х років група зробила додаткові кроки для оприлюднення своєї теології. У 1996 році вони дізналися про наближення комети Гейла — Боппа та чутки про супровідний космічний корабель, і підсумували, що це судно візьме їхні душі на борт для подорожі на іншу планету. Вірячи, що їхні душі піднімуться на космічний корабель й отримають нові тіла, учасники групи вчинили масове самогубство в орендованому особняку. Після виявлення тіл почався медійний цирк. Коментатори та науковці обговорювали, як Епплвайт переконав людей виконувати його накази, включно з самогубством. Серед пояснень готовності послідовників покінчити життя самогубством — його вправність маніпулювати або віра у наратив, який він створив.

## Молодість й освіта
Народився у Спері, штат Техас, 17 травня 1931 року у сім'ї пресвітеріанського священника Маршалла Герфа Епплвайта-старшого (1901—1971) та його дружині Луїзи (уроджена Вінфілд; 1901—1988). У нього було троє суродженців. Епплвайт став дуже релігійним у дитинстві.
Епплвайт навчався у школі у Корпус-Крісті й Остінському коледжі. У коледжі проявляв активність у кількох студентських організаціях і був помірковано релігійним. У 1952 році здобув ступінь бакалавра філософії, а потім вступив до пресвітеріанської семінарії, де вивчав теологію, щоб стати священником. Приблизно у той час він одружився з Енн Пірс, і пізніше у них народилося двоє дітей, Марк і Лейн. На початку навчання у семінарії Епплвайт вирішив залишити її, надавши перевагу музичній кар'єрі: влаштувався музичним керівником пресвітеріанської церкви у Північній Кароліні. Він був співаком-баритоном і насолоджувався спіричуелами та музикою Генделя.
У 1954 році Епплвайт призвали в Армію США. Служив в Австрії та Нью-Мексико як член армійського корпусу зв'язку. Він залишив військову службу у 1956 році та вступив до Університету Колорадо, де здобув ступінь магістра музики та зосередився на музичному театрі.

## Кар'єра
Після закінчення навчання в Колорадо Епплвайт переїхав до Нью-Йорка, щоб почати професійну кар'єру співака. Спроба виявилась невдалою. Потім викладав в Університеті Алабами. Епплвайт втратив посаду після сексуальних стосунків зі студентом; його релігійна освіта, ймовірно, не підтримувала одностатеві стосунки, і згодом він був розчарований своїми сексуальними бажаннями. Він почав жити окремо від дружини, коли вона дізналася про роман у 1965 році, за три роки вони розлучилися. Коли Епплвайт розповів батькам про свою гомосексуальність, батько відмовився від нього.
У 1965 році Епплвайт переїхав до Х'юстона, де влаштувався на кафедру музики в Університеті Сент-Томас. Студенти відзначали його ораторські здібності та стильний одяг. Він здобув місцеву популярність як співак, очолюючи хор єпископальної церкви та виступаючи з Х'юстонською Гранд Оперою. У Х'юстоні Епплвайт деякий час був відкритим геєм, але також мав стосунки з молодою жінкою, яка покинула його під тиском своєї родини; він був дуже засмучений таким вчинком. У 1970 році він звільнився з університету через депресію й інші емоційні проблеми. Роберт Балч і Девід Тейлор, соціологи, які досліджували групу Епплвайта, припускають, що звільнення викликано іншим романом Епплвайта зі студентом. Пізніше президент університету згадував, що Епплвайт часто був психічно неврівноваженим і дезорганізованим весь період роботи.
У 1971 році Епплвайт ненадовго переїхав до Нью-Мексико, де керував успішним магазином делікатесів. Проте вирішив повернутися до Техасу того ж року. Приблизно в той час помер його батько. Ця втрата сильно емоційно вплинула на нього, спричинивши глибоку депресію. Він накопичував борги і щоб позбутися їх позичав гроші у друзів.

## Знайомство з Неттлз і перші подорожі
У 1972 році Епплвайт познайомилася з медсестрою Бонні Неттлз, яка цікавилася теософією та біблійними пророцтвами. Вони швидко стали близькими друзями; пізніше він згадував, що йому здавалося, що він знав її протягом тривалого часу, і зробив висновок, що зустрічалися в минулому житті. Неттлз сказала Епплвайту, що їхню зустріч їй передбачили іншопланетяни, переконавши його, що він має божественне завдання. На той час він почав досліджувати альтернативи традиційній християнській доктрині, включно з астрологією.
Незабаром Епплвайт почав жити з Неттлз. Попри спільне життя, стосунки не мали сексуального характеру, що відповідало його давньому бажанню мати глибокі та люблячі, але платонічні стосунки. Неттлз була одружена і мала чотирьох дітей. Після зближення з Епплвайтом її чоловік розлучився з нею, і вона втратила опіку над дітьми. Епплвайт також назавжди перервав контакти зі своєю родиною. Він бачив у Неттлз споріднену душу, і деякі його знайомі пізніше згадували, що вона справила на нього сильний вплив. Рейн писав, що Неттлз «була відповідальною за зміцнення його маревних переконань», але психіатр Роберт Джей Ліфтон припускав, що вплив Неттлз допоміг йому уникнути подальшого погіршення психічного стану.
Епплвайт і Неттлз відкрили книжковий магазин Християнський центр мистецтв, у якому продавалися книги з різноманітних духовних традицій. Вони також започаткували власну справу Know Place — курси з теософії та містицизму. Через деякий час пара все закрила. У лютому 1973 року Епплвайт і Неттлз вирішили навчити інших своїх вірувань і проїхалися західною частиною США. Ліфтон описує подорож як «неспокійну, інтенсивну, часто заплутану, перипатетичну духовну подорож». Вони мали небагато грошей і час від часу здавали кров або працювали на випадкових роботах. Часом пара харчувалася лише булочками, часто ночувала у кемпінгах, іноді не платила за житло. Одна з х'юстонських подруг листувався з ними та прийняла вчення. Вони відвідали її у травні 1974 року, і вона стала їхньою першою новонаверненою.
Під час подорожей Епплвайт і Неттлз розмірковували про життя Франциска Ассізького та читали Олену Блаватську, Р. Д. Леїнга та Річарда Баха. Вони тримали при собі версію Біблії короля Якова та вивчали кілька уривків з Нового Заповіту, зосереджуючись на вченнях про христологію, аскетизм й есхатологію. Епплвайт також читав наукову фантастику, зокрема твори Роберта Гайнлайна й Артура Кларка. До червня 1974 року переконання Епплвайта та Неттлз сформувалися в основну схему. Вони дійшли висновку, що вони обрані для виконання біблійних пророцтв і що мають дуже високий рівень розуму, який відсутній серед інших людей. Вони написали памфлет, у якому описали перевтілення Ісуса, який тепер живе у Техасі, що натякає на Епплвайта. Крім того, вони дійшли висновку, що вони були двома свідками з Об'явлення Івана Богослова, і час від часу відвідували церкви чи інші духовні групи, щоб говорити так про себе, часто називаючи себе «Двоє» або «НЛО-Двоє». Пара вірила, що їх уб'ють, потім вони повернуться до життя та потраплять на космічний корабель. Ця подія, яку вони назвали «Поданням», мала підтвердити їхні твердження. Проте ідеї погано сприймали.

## Арешт і проповіді
У серпні 1974 року Епплвайта заарештовано у Гарлінгені за не повернення автомобіля у прокат у Міссурі. Його доставили у сент-луїську в'язницю, у якій провів шість місяців. Епплвайт стверджував, що отримав «божественну вказівку» утримувати автомобіль. За ґратами він розмірковував на богословські теми, згодом відмовився від окультних на користь іншопланетян й еволюції.
Після звільнення Епплвайт разом з Неттлз зайнявся встановленням зв'язку з іншопланетянами та пошуком однодумців. Вони публікували оголошення про зустрічі та набирали послідовників, яких назвали «екіпажем». На заходах вони удавали з себе істот з іншої планети, які шукають учасників для експерименту. Усі згодні у підсумку досягнуть найвищого рівня еволюції. Неттлз й Епплвайт називали себе «Гіні» та «Піг». Роль Епплвайта — «викладач лабораторії» й основний лектор, а Неттлз час від часу уточнювала зауваження чи виправлення. Обидва рідко спілкувалися особисто з присутніми, лише брали номери телефонів, за якими можна було з ними зв'язатися. Спочатку організація мала назву «Церква обітниці безшлюбності анонімних сексоголіків», але незабаром стала відомою як «Індивідуальна метаморфоза людини».
Епплвайт вірив в гіпотезу про давніх астронавтів, яка стверджувала, що іншопланетяни відвідували людство в минулому, поселили людей на Землю і повернулися, щоб забрати кілька обраних. Частини цього вчення мають подібність до реформатської християнської концепції обрання, ймовірно, через пресвітеріанське виховання Епплвайта.
Епплвайт і Неттлз надіслали оголошення групам у Каліфорнії, й отримали запрошення виступити перед прихильниками нью-ейдж у квітні 1975 року. На цій зустрічі вони переконали близько половини з 50 присутніх стати їхніми послідовниками. Вони звернули увагу на кампуси та виступили в коледжі Канада у серпні. На зустрічі в Орегоні у вересні 1975 року вони досягли подальших успіхів у наверненні — близько 30 людей покинули свої домівки, щоб слідувати за парою, це привернуло увагу ЗМІ. Подію висвітлювали негативно, висміювали послідовників і лідерів, звинувачували у промиванні мізків. Балч і Тейлор стверджують, що Епплвайт і Неттлз не застосовували тактики тиску, зосереджуючись лише на відданих послідовниках.
Бенджамін Е. Целлер — спеціаліст з нових релігійних рухів, зазначав, що вчення Епплвайта та Неттлз зосереджені на спасінні через індивідуальне зростання, що характерно для течій нью-ейдж. Підкреслювалась важливість особистого вибору. Епплвайт і Неттлз заперечували зв'язок з рухом нью-ейдж, розглядаючи його як людське творіння. Джаня Лаліч — соціолог, спеціаліст з культів, пояснює їхній успіх навернення нових послідовників поєднали різні вірування і відійшли від нью-ейдж вчень: обговорювали космічні кораблі, зберігаючи звичну мову. Серед послідовників переважала молодь, яка цікавилася окультизмом або жила поза звичайного суспільства, у них був досвід практик східної релігії або саєнтології. Більшість з них були добре обізнані з вченням нью-ейдж, що полегшувало Епплвайту та Неттлз легко вести місіонерську діяльність. Епплвайт вважав, що його послідовники досягнуть вищого рівня буття, перетворившись, як гусінь в метелика; цей приклад використовувався майже в усіх ранніх творах групи. Він стверджував, що це було б «біологічним перетворенням на інший вид, розглядаючи своє вчення науковою істиною відповідно до світського натуралізму». Він наголосив першим послідовникам, що не говорить метафорично, часто використовував слова «біологія» та «хімія» у своїх заявах. До середини 1970-х років Епплвайт намагався уникати використання терміна «релігія», вважаючи його нижчим поняттям за науку.

## Кочовий спосіб життя

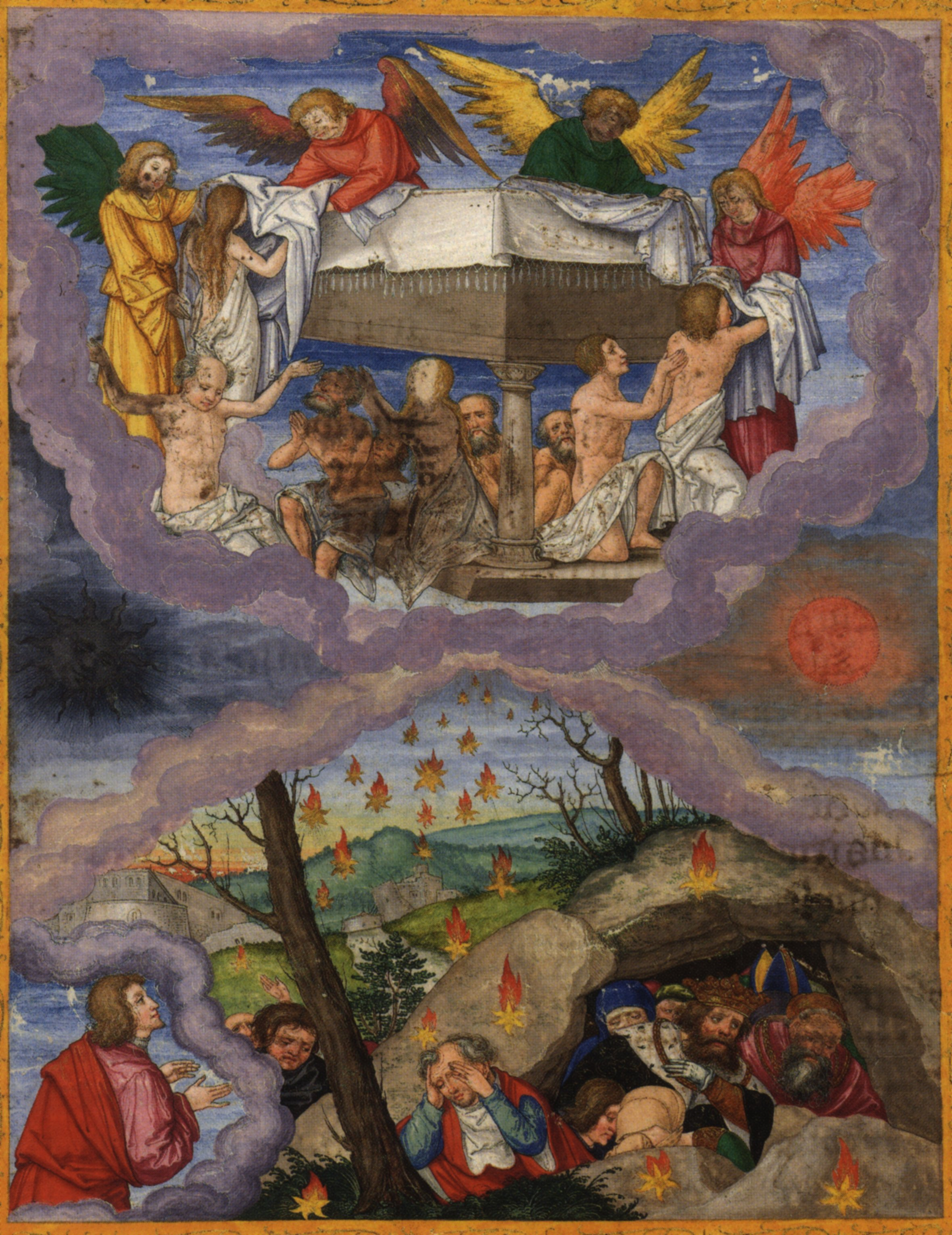
Зображення сцени з Об'явлення Івана Богослова, яка, на думку Епплвайта, описує взаємодію між людьми й іншопланетянами.

У 1975 році Епплвайт і Неттлз взяли імена «Бо» і «Піп». Тоді група нараховувала близько 70 послідовників, а лідери бачили себе пастухами на випасі отари. Епплвайт вважав, що відмова від земних бажань є необхідною умовою переходу на наступний рівень, і наголошував на місцях Нового Заповіту, в яких Ісус говорив про відмову від мирських благ. Послідовники мали відмовитися від друзів, родини, ЗМІ, наркотиків, алкоголю, ювелірних прикрас, голити вуса та бороду, дотримуватись целібату. Спочатку від послідовників вимагали мати біблійні імена. Епплвайт і Неттлз незабаром сказали їм прийняти двоскладові імена, які закінчувалися на «оді» та мали три приголосні у першому складі, наприклад, Рккоді, Джммоді та Лвводі. Епплвайт заявив, що ці імена підкреслюють, що його послідовники стали його духовними дітьми. Життя лідерів і послідовників релігієзнавець Джеймс Льюїс описав як «квазікочовий спосіб життя». Зазвичай вони залишалися у віддалених кемпінгах і не розповідали про свої переконання. Епплвайт і Неттлз припинили публічні виступи у квітні 1975 року та приділяли мало часу роботи з новонаверненими. Пара також розірвала контакти з послідовниками з інших місць і тими, хто вийшов з групи.
Епплвайт і Неттлз побоювалися за своє життя, і навчали послідовників, що їхня смерть буде подібна до смерті двох свідків Книги Одкровення. Балч і Тейлор вважають, що досвід Епплвайта перебування за ґратами та неприйняття його на початку сприяли цьому страху. Епплвайт і Неттлз пояснювали послідовникам, що тиск ЗМІ — форма вбивства і сприяє здійсненню пророцтв. Епплвайт дотримувався матеріалістичного погляду на Біблію, вважаючи, що вона містить записи про контакт іншопланетян з людством. Він значною мірою спирався на Книгу Одкровення, хоча уникав традиційної богословської термінології та дотримувався дещо негативного тону щодо християнства. Він використовував лише невелику кількість віршів і ніколи не намагався розробити систематичне богослов'я.
До початку 1976 року Епплвайт і Неттлз обрали імена «До» та «Ті». Епплвайт заявив, що це безглузді імена. У червні 1976 року вони зібрали своїх послідовників у лісі на південному сході Вайомінгу, пообіцявши зустріч з НЛО. Пізніше Неттлз оголосила, що візит скасовується. Потім Епплвайт і Неттлз розділили своїх послідовників на невеликі групи, які назвали «зоряними скупченнями».
З 1976 до 1979 рік група жила в кемпінгах, зазвичай у Скелястих горах або Техасі. Епплвайт і Неттлз почали пред'являти більше вимог до послідовників, що сприяло зміцненню колективу. Зазвичай спілкування з учнями відбувалось письмово або через помічників. Вони все частіше наголошували на тому, що вони є єдиним джерелом істини, що стало запобіжним заходом можливих розколів общини. Епплвайт намагався не допускати тісну дружбу серед своїх послідовників через побоювання, що це може призвести до непокори. Він і Неттлз наполягали, щоб послідовники суворо дотримувались їхніх часто змінних вимог, що називалось «гнучкістю». Лідери обмежили контакти послідовників поза групою, навіть з тими, хто був зацікавлений у приєднанні, пояснюючи запобіганням проникненню ворогів. Насправді це сприяло зміцненню залежності від них. Епплвайт наставляв своїх учнів бути слухняними як діти чи свійські тварини та виконувати вказівки лідерів. Члени мали постійно звертатися за порадою до Епплвайта та уявляти себе на їхньому місці при прийнятті рішення. Проте послідовники не бачили в ньому диктатора: багато з них вважали його невимушеним і дбайливим. У своєму дослідженні 2000 року групи Вінстон Девіс стверджував, що Епплвайт опанував «тонке мистецтво релігійних розваг», зазначивши, що багатьом його учням, здавалося, подобалося їхнє служіння. Епплвайт здійснював ритуали, які називав «іграми» з метою прищеплення почуття дисципліни послідовникам. Він також переглядав науково-фантастичні телепрограми разом з групою. Замість наказів він намагався висловити свої вподобання та запропонувати учням видимість самостійного прийняття рішення. Він підкреслив, що учні можуть не підкорятися йому, що за словами Лаліч є «ілюзією вибору».

## Спосіб життя
Наприкінці 1970-х років група отримала велику суму грошей, можливо, спадщину члена або пожертвування з доходів послідовників. Цей статок витрачався на оренду будинків, спочатку в Денвері, а потім в Далласі. У той час Епплвайт і Неттлз мали близько 40 послідовників, які жили у кількох сусідніх будинках. Група вела усамітнений спосіб життя, навіть закривали вікна. Життя послідовників нагадувало тренувальний табір, що на думку лідерів, мало сприяти переходу на наступний рівень. Називаючи свої будинки «кораблями», вони складали графік дня учнів до хвилини. Всі незгодні мали залишити общину, внісши пожертву. Роберт Ліфтон стверджував, що Епплвайт домагався переваги «якості над кількістю» серед своїх послідовників, хоча вряди-годи говорив про необхідність нових навернених.
Епплвайт і Неттлз іноді раптово змінювали склад групи. Одного разу у Техасі вони повідомили послідовникам про майбутній візит іншопланетян і наказали їм чекати надворі всю ніч, після чого повідомили, що це лише перевірка. Лаліч вважає, що таким способом лідери домагалися підвищення відданості безвідносно до того, що вони бачать. Члени відчайдушно потребували схвалення Епплвайта, яке він використовував для контролю над ними.
У 1980 році кількість послідовників зросла приблизно до 80. Багато з них працювали за комп'ютерами або були автомеханіками. У 1982 році лідери дозволили учням дзвонити своїм родичам. У 1983 році ще більше послабили контроль, дозволивши відвідувати родичів у День матері. Їм дозволось залишатися з сім'єю лише на короткий час і розповідати родичам, що вони вивчають комп'ютери у монастирі. Ці дії мали на меті заспокоїти сім'ї, продемонструвати добровільність перебування в общині.

## Смерть Неттлз
У 1983 році Неттлз перенесла хірургічну операцію з видалення ока внаслідок раніше діагностованої злоякісної пухлини. У 1985 році вона померла. Епплвайт заявив послідовникам, що вона покинула своє тіло, щоб «перейти на наступний рівень», тому що мала «забагато енергії, щоб залишатися на Землі». Ця спроба пояснити смерть Неттлз групі була успішною, хоча один член залишив общину. Сам Епплвайт впав у сильну депресію. Він стверджував, що Неттлз продовжувала спілкуватися з ним, хоча відчував втрату віри. Учні підтримували та підбадьорювали його у цей період. Епплвайт організував символічну церемонію одруження з общиною, що на думку Лаліча, було спробою згуртувати членів. Епплвайт пояснив, що Неттлз залишила його, тому що вона займає «вищу духовну роль», ніж він і йому ще потрібно було багато чому навчитися. Він почав називати її «Отцем» і часто застосовував до неї чоловічий займенник.
Епплвайт почав будувати строгу ієрархію, підкреслюючи, що його послідовники потребують керівництва як і він сам для досягнення наступного рівня. Бенджамін Зеллер зазначив, що цілком природно було неможливим існування общини після смерті Епплвайта. Епплвайт говорив, що він єдиний шлях до порятунку та закликав послідовників бачити в ньому Христа. Зеллер стверджував, що самостійний вибір членами було замінено виключною роллю Епплвайта як посередника. У 1980-х роках Епплвайт змінив своє відношення до науки і група стала більше схожою на релігійну: з упором на віру та підпорядкування владі.
Після смерті Неттлз Епплвайт також змінив свій погляд на внебовзяття: раніше він навчав, що послідовники фізично покинуть Землю, і що смерть викликає переродження. Але смерть Неттлз змусила визнавати тільки духовне внебовзяття. Він дійшов висновку, що її душа полетіла на космічний корабель й отримала там нове тіло, і йому з послідовниками треба наслідувати цей приклад. На його думку, біблійні небеса насправді планета, на якій живуть високорозвинені істоти, і де можна отримати фізичне тіло. Епплвайт вірив, що досягнення ними наступного рівня сприятиме розвитку і на інших планетах. Він підкреслив, що Ісус Христос, якого він вважав позаземним, прийшов на Землю, був убитий і тілесно воскрес із мертвих, а потім його перевезли на космічний корабель. Відповідно до доктрини Епплвайта, Ісус Христос був воротами до внебовзяття, але виявив, що людство не було готове піднятися тоді, коли він уперше прийшов на Землю. Потім Епплвайт вирішив, що існує можливість для людей досягти наступного рівня «кожні два тисячоліття», і тому початок 1990-х років надасть першу можливість досягти Царства Небесного з часів Ісуса Христа. Зеллер зазначав, що переконання ґрунтувалися на християнській Біблії, але тлумачилися через призму віри в контакт іншопланетян з людством.
Епплвайт навчав, що він — замісник, концепція, яка набула популярності в русі нью-ейдж наприкінці 1970-х років. Вважалося, що замісники були вищими істотами, які контролювали тіла дорослих, щоб навчити людство. Ця концепція сформулювала погляд Епплвайта на воскресіння; він вважав, що душі його групи повинні транспортуватися на космічний корабель, де вони потраплять в інші тіла. Епплвайт відмовився від метафори метелика на користь опису тіла як простого вмістилища, транспортного засобу, куди душі можуть входити та виходити. Цей дуалізм — поняття христології, яке, можливо, Епплвайт засвоїв у молодості. Джон Льюїс писав, що вчення групи містили «християнські елементи, [які] в основному були прищеплені до матриці нью-ейдж». У профілі групи для «Ньюсвік» Кеннет Вудворд порівнює його дуалізм з дуалізмом стародавнього християнського гностицизму, хоча Пітерс зазначає, що його теологія відходить від гностицизму, віддаючи перевагу фізичному світу.
Після смерті Неттлз Епплвайта переслідував параноїдальний страх змови з боку своїх послідовників. Один з послідовників, який приєднався в середині 1980-х років, згадував, що Епплвайт уникав новонавернених, бачачи в них шпигунів. Він побоювався урядового вторгнення в його будинок і високо відгукувався про єврейських захисників Масади у стародавньому Ізраїлі, які чинили повний опір Римській імперії. Він все частіше почав обговорювати Апокаліпсис, порівнюючи Землю з зарослим садом, який потрібно було переробити чи перезавантажити, а людство — із невдалим експериментом. Відповідно до метафори саду, він заявив, що Земля буде «вичищена». Вудворд зазначає, що вчення Епплвайта про перероблювання Землі схоже на циклічну перспективу часу, яку можна знайти в буддизмі. Епплвайт також використовував концепції нью-ейдж, але згідно з його вчень настане кінець світу, а не утопічні зміни. Він стверджував, що людство під владою Люцифера, але послідовники Епплвайта змогли звільнитися від цього контролю. Він вважав сексуальні потяги підступами диявола. Крім того, заявляв про злих іншопланетян, «люциферіанців», які прагнули перешкодити його місії. Заявляв, що і серед знаних моралістів і прихильників політкоректності насправді багато люциферіанців. Ця тема виникла у 1988 році, можливо, як відповідь на жахливі історії про викрадення іншопланетянами, які поширювалися у той час.

## Невідомість і євангелізація
У молодості Епплвайт навчався в кількох університетах і служив в армії США. Спочатку займався педагогічною кар'єрою, до звільнення з Університету св. Томаса у Х'юстоні, штат Техас, у 1970 році, посилаючись на емоційні потрясіння. Смерть батька через рік викликала важку депресію. У 1972 році Епплвайт тісно подружилася з медсестрою Бонні Неттлз; разом вони довго обговорювали містику і дійшли висновку, що їх покликали як божественних посланців. Вони деякий час керували книгарнею та навчальним центром, а потім у 1973 році почали подорожувати США для поширення своїх поглядів. Тоді у них з'явився один навернений. У серпні 1974 року Епплвайта заарештовано у Гарлінгені, за те, що не повернув орендовану машину, і був екстрадований до штату Міссурі й ув'язнений на шість місяців. У в'язниці він продовжив розвиток своєї теології.
За час існування групи кілька сотень людей приєдналося або залишило. На початку 1990 років община скоротилася до 26 осіб, що викликало в Епплвайта відчуття терміновості. У травні 1993 року група отримала назву «Вседолаючі аноніми». Вони витратили 30 000 доларів США на рекламу на всю сторінку в «Ю-Ес-Ей тудей», у якій попереджала про жахливий вирок, який спіткає Землю. Ця публікація спонукала близько 20 колишніх членів повернутися до групи. Епплвайт провів низку публічних лекцій у 1994 році, що подвоїло кількість прихильників з часів занепаду. Епплвайт перестав регулював життя своїх учнів і проводив з ними менше часу.
На початку 1990 років Епплвайт опублікував деякі зі своїх вчень в інтернеті, але нарвався на шквал критики. Того року він вперше заговорив про можливість самогубства як про спосіб досягти наступного рівня. Він пояснив, що для переходу все «людське» має бути покинуте, включно з людським тілом. Тоді організація отримала нову назву «Небесні ворота». Вінстон Девіс припустив, що саме це неприйняття могло спонукати його покинути Землю.
З червня до жовтня 1995 року община жила в сільській місцевості Нью-Мексико. Вони придбали 16 гектарів і побудували комплекс «Земний корабель» з шин і пиломатерів. Епплвайт планував тут заснувати монастир. Це виявилося важким заміром для немолодого Епплвайта: у нього було слабке здоров'я, і він побоювався, що у нього рак. Ліфтон зазначав, сильна втома могла бути спричинена постійним керівництвом групою. Зима видалась дуже холодною, тому вони відмовилися від плану відкриття монастиря. Після цього вони жили в кількох будинках в районі Сан-Дієго.
Община все більше зосереджувалася на придушенні сексуального бажання: Епплвайт і семеро інших зробили хірургічну кастрацію. Пошук хірурга був складним, але зрештою знайшли згодного у Мексиці. На думку Епплвайт, сексуальність була однією з найпотужніших сил, яка тримала людей у їхніх тілах і таким чином перешкоджала їхнім зусиллям перейти до наступного рівня. Він навчав, що істоти наступного рівня не мають репродуктивних органів, але люциферіанці мають стать. Він також звернувся до слів з Нового Заповіту, що у раю ніхто не матиме шлюбу. Крім того, він вимагав від членів одягати схожий одяг і мати однакові стрижки, щоб підкреслити несексуальний зв'язок сім'ї.

## Масове самогубство

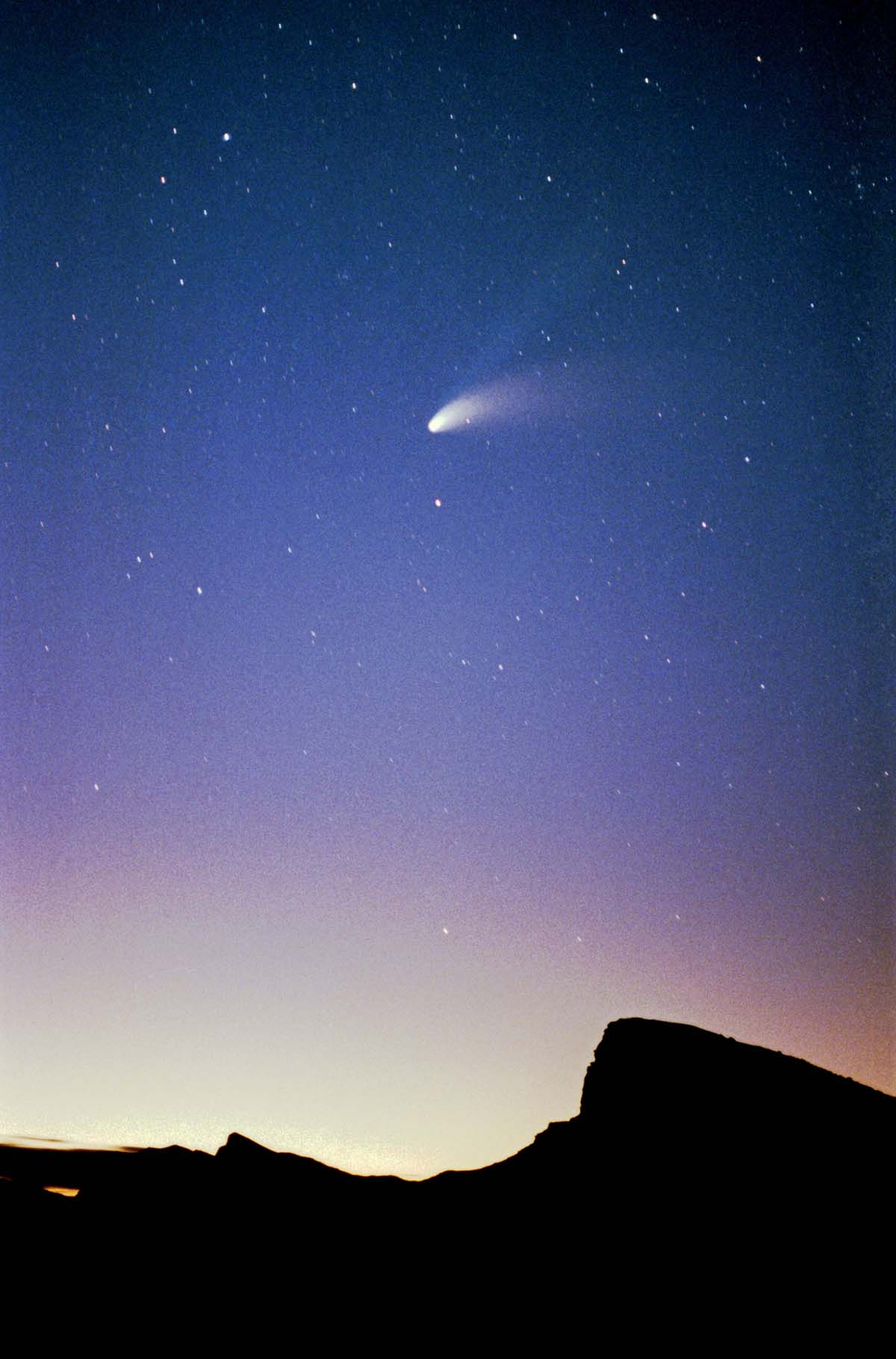
Комета Гейла — Боппа над Каліфорнією у квітні 1997 року

У жовтні 1996 року група орендувала особняк в Ранчо-Санта-Фе, Каліфорнія. Того року вони записали два відеозвернення, в яких запропонували глядачам «останній шанс залишити Землю». Приблизно тоді вони дізналися про наближення комети Гейла — Боппа. Епплвайт вважав, що Неттлз перебуває на борту космічного корабля, який супроводжує комету, і чекає на нього. Він сказав послідовникам, що судно доставить їх до Емпірею, а уряд приховує інформацію про корабель. Крім того, він заявив, що померлих послідовників також заберуть на судно та відбудеться щось подібне до християнської доктрини підхоплення церкви. Невідомо, як саме Епплвайт дізнався про комету або чому вважав, що її супроводжують іншопланетяни, або чому він вірив, що Неттлз з ними.
Наприкінці березня 1997 року община ізолювалася від зовнішнього світу і записала прощальні записки. Багато учасників схвально відгукувались про Епплвайта. Девіс описав відгуки як «відрижка євангелія До». Епплвайт записав відео незадовго до смерті, у якому назвав самогубства «остаточним виходом» общини та зауважив: «Ми вчиняємо це через ненависть до цього світу». Льюїс припустив, що Епплвайт обрав самогубство, оскільки вважав, що шлях до нового рівня може тривати скільки завгодно, а після його смерті призначення наступника буде неможливим.
Релігієзнавець Кетрін Вессінгер припускає, що самогубства почалися 22 березня. Більшість учасників прийняли барбітурати з алкоголем, а потім їм одягали мішки на голову. Вони були одягнені в взуття Nike і чорну форму з нашивками «Heaven's Gate Away Team». Біля більшості тіл була сумка з кількома доларами та посвідченням особи. Смерті відбувалися протягом трьох днів; Епплвайт і троє інших послідовників були останніми. Троє помічників допомогли йому покінчити життя самогубством, а потім наклали на себе руки. Анонімна інформація змусила відділ шерифа обшукати особняк: 26 березня там знайшли 39 трупів. Це найбільше масове самогубство США після масового самогубства 913 американців у 1978 році у Джонстауні, Гаяна. Тіло Епплвайта було знайдено на ліжку в головній спальні особняка. Судмедексперти встановили, що його побоювання щодо раку були безпідставними, але він страждав на коронарний атеросклероз.
Смерть спровокувала медійний цирк, і у квітні обличчя Епплвайта потрапило на обкладинки «Тайм» і «Ньюсвік». Його останнє послання широко транслювалося. Г'ю Урбан з Університету штату Огайо підкреслив «тривожний дикий погляд» Епплвайта у відео.

## Аналіз
Хоча багато популярних дослідників, зокрема психолог Маргарет Сінгер, припускають, що Епплвайт промивав мізки послідовникам, деякі науковці відкинули це як поняття, яке значно спрощує та не показує нюансів процесу, за допомогою якого послідовники зазнали впливу. Лаліч припускає, що вони пішли на самогубство, тому що стали повністю залежними від Епплвайта, тому втратили здатність жити без нього. Девіс пояснює успішністю Епплвайта у вчиненні самогубства послідовниками двома факторами: соціальною ізоляцією та повною релігійною слухняністю. Учні Епплвайта взяли на себе довгострокові зобов'язання, що за висновками Балча та Тейлора, саме тому його пояснення подій здавалися їм послідовними. Серед загиблих були послідовниками близько 20 років, а також кілька новонавернених.
Льюїс стверджував, що успіх Епплвайта у контролюванні своїх послідовників — використання звичних термінів. Річард Гехт з Каліфорнійського університету у Санта-Барбарі повторює цю думку, стверджуючи, що члени групи вчинили самогубство, не тому що повірили у ним створену теорію, а через психологічний контроль. У своєму дослідженні апокаліптичних рухів у 2000 році Джон Р. Голл стверджував, що вони були мотивовані вчинити самогубство, оскільки для них це був спосіб показати їхню перемогу страху смерті та відданості вірі Епплвайту.
Урбан писав, що життя Епплвайта демонструє «сильну двоїстість і відчуженість, що властиво людям, загублених у капіталістичному суспільстві кінця XX століття». Він зазначив, що засудження Епплвайтом сучасної культури схоже на погляди Жана Бодріяра, зокрема нігілістичні. Урбан стверджував, що Епплвайт не знайшов іншого способу, крім самогубства, втечі від суспільства, яке його оточувало, і додав, що смерть — спосіб уникнути «нескінченного кола спокушання та споживання».
Висвітлюючи самогубства, кілька ЗМІ зосередилися на сексуальності Епплвайта. «Нью-Йорк пост» назвав його «гей-гуру». Активіст за права геїв Трой Перрі стверджував, що репресії Епплвайт і неприйняття суспільством одностатевих стосунків призвели до його самогубства. Ця ідея не знайшла підтримки серед науковців. Зеллер стверджує, що сексуальність Епплвайта не була основною рушійною силою його аскетизму, який, на його думку, був результатом низки факторів, хоча він і надавав їй певну роль.
Лаліч стверджував, що Епплвайт відповідає «традиційному погляду на харизматичного лідера», а Еван Томас вважає його «майстерним маніпулятором». Ліфтон порівнює Епплвайта з Сьоко Асахарою, засновником Аум Сінрікьо, описуючи його як «так само контролюючого, його параноя та манія величі м'якіші, але завжди присутні». На думку Крістофера Партриджа з Університету Ланкастера, Епплвайт і Неттлз були схожі на Джона Ріва та Лодовіка Магглтона, засновників у XVII столітті руху магглетонізм.

## Виноски
1. ↑   Правильна вимова [doʊ]. (Lalich, Bounded Choice, 2004, с. 25)
2. ↑   Серед інших імен Епплвайта "Guinea", "Tiddly" і "Nincom"(Urban, 2000, с. 276). Іноді його називали просто чоловічими займенниками (Peters, 2003, с. 249).
3. ↑   Обставини знайомства Епплвайта з Неттлз незрозумілі: їхню зустріч по-різному приписують до його пошуків лікування у медзакладі(Lewis, 2003, с. 111) visitation of a friend receiving treatment, (Zeller, 2006, с. 77) або навчання сина Неттлз(Bearak, 1997). Епплвайт залишив мало інформації їхньої зустрічі(Daniels, 1999, с. 206).
4. ↑   Об. 11:7–12: «А коли вони скінчать свідоцтво своє, то звірина, що з безодні виходить, із ними війну поведе, — і вона їх переможе та їх повбиває. І їхні трупи полишить на майда́ні великого міста, що зветься духовно Содо́м і Єгипет, де й Господь наш був розп'ятий. І багато з народів, і з племен, і з язиків, і з поган бу́дуть дивитися пі́вчверта дні на їхні трупи, не дозволять покласти в гроби їхніх тру́пів. А мешканці землі будуть тішитися та радіти над ними, і дару́нки пошлють один о́дному, бо мучили ці два пророки ме́шканців землі. А по півчверта днях дух життя ввійшов у них від Бога, — і вони повставали на ноги свої. І напав жах великий на тих, хто дивився на них! І почули вони гучний голос із неба, що їм говорив: „Зійдіть сюди!“ І на небо зійшли вони в хмарі, і вороги їхні дивились на них.» (переклад Огієнка)
5. ↑   Мт. 22:30: «Адже, коли люди повстануть із мертвих, вони не одружуватимуться, ані заміж виходитимуть. Вони будуть подібні до Ангелів Небесних.» (UMT)
6. ↑   Наприкінці 1996 року в інтернеті поширилися чутки про зображення таємничого об’єкта, що слідує за кометою. Вітлі Стрібер, Кортні Браун й Арт Белл сприяли популяризаці повідомлень, стверджуючи, що об'єкт випромінював радіосигнали(Daniels, 1999, с. 200—2).